# Igor Bareš
 Igor Bareš (ur. 15 kwietnia 1966 w Ołomuńcu) – czeski aktor.

## Filmografia
- 2002: Małe sekrety
- 2005: Słoneczne miasto
- 2006: Ostatni pociąg
- 2009: Istny raj
- 2010: Největší z Čechů
- 2013: Gorejący krzew
- 2013: Fair Play
- 2016: Operacja Anthropoid